# Chineke! Orchestra
Het Chineke!-Orkest is een Brits orkest, het eerste professionele orkest in Europa dat voornamelijk bestaat uit zwarte of van andere etnische minderheden afkomstige leden. Het orkest werd opgericht door muzikant Chi-chi Nwanoku en hun debuutconcert was in 2015 in Queen Elizabeth Hall in Londen .

## Achtergrond
Nwanoku, de oprichter van het orkest, bedacht zijn naam van het woord "Chi '" in de Igbo-taal, die verwijst naar "de god van de schepping van alle goede dingen", of "de geest van de schepping". Ze werd geïnspireerd door het gebruik van de term in de roman Things Fall Apart van Chinua Achebe.
Nwanoku heeft erkend dat de inspiratie voor het oprichten van het orkest voortkwam uit een gesprek met Ed Vaizey, toen de Britse minister van Cultuur, die haar opmerkte dat zij een van de weinige niet-blanke musici was op het podium in een klassiek orkest. Ze liet zich ook inspireren door het bijwonen van een concert van de Kinshasa Symphony, uit de Democratische Republiek Congo, waar het orkest helemaal zwart maar het publiek vrijwel helemaal wit was.
Zo ontstond Chineke! (Nigeriaans voor geweldig). Voor de muzikantenwerving schuimde Nwanoku verschillende Engelse orkesten af, maar veel niet-blanke muzikanten bleken er niet te zijn. Nwanoku zei daar het volgende over: “Ik wil zeker niet beweren dat onze orkesten racistisch zijn, ik heb dat woord nooit gebruikt. Wel is het ontbreken van rolmodellen voor jonge niet-blanke muzikanten met professionele ambities een probleem. Ze zien alleen blanke gezichten en denken dat het niets voor hen is. Ik wilde een orkest creëren waar iedereen zich thuis voelde.”

## Geschiedenis
De stichting Chineke! werd in 2015 opgericht met daaropvolgend het orkest in hetzelfde jaar, met het uitdrukkelijke doel om "carrièremogelijkheden te bieden aan jonge niet-blanke klassieke muzikanten in het VK en Europa". Het ensemble debuteerde in september 2015 in de Koningin Elizabethzaal in Londen, onder leiding van Wayne Marshall, en concentreerde zich op werken van zwarte Britse componisten, zoals Samuel Coleridge-Taylor's   Ballade for Orchestra en Elegy: In memoriam door Philip Herbert . Het orkest was aanvankelijk een volledig niet-blank orkest, maar heeft sindsdien blanke muzikanten opgenomen. Chineke! werd een residentieel orkest in het Southbank-centrum in 2016. Het orkest debuteerde in augustus 2017 op de Proms onder leiding van Kevin John Edusei.
De beschermvrouw van Chineke! is barones Patricia Scotland QC.
Het orkest heeft op verschillende locaties in het VK opgetreden en werkt zonder hoofdleider. Het orkest maakte zijn eerste commerciële opname voor het Signum-label, onder leiding van Edusei.

## Premieres
Chineke! heeft wereldpremières gegeven van belangrijke nieuwe werken van toonaangevende zwarte componisten, waaronder:
- Hannah Kendall, The Spark Catchers - BBC Proms, Royal Albert Hall, Londen, 30 augustus 2017[12]
- Daniel Kidane, Dream Song - Queen Elizabeth Hall, Londen, 9 april 2018[13]
- Julian Joseph, Carry That Sound - Queen Elizabeth Hall, Londen, 21 juli 2018[14]
- Roderick Williams, Three Songs from Ethiopia Boy - Queen Elizabeth Hall, Londen, 7 juli 2019

## Discografie
- Signum Classics - Sibelius : Finlandia ; Dvořák : Symphony No. 9 - Kevin John Edusei, dirigent (1 CD, uitgebracht op 7 juli 2017)
- Signum Classics - Rachmaninov : Pianoconcert nr. 3 ; Sibelius : Symphony No. 2 - Gerard Aimontche, piano; Roderick Cox, dirigent (2 CD's, uitgebracht op 28 september 2018)
- Orchid Classics - Stewart Goodyear : Callaloo, Piano Sonata; George Gershwin : Rhapsody in Blue - Stewart Goodyear, piano; Wayne Marshall, dirigent (1 CD, uitgebracht op 31 mei 2019)